# Antonov A-7
Antonov A-7 là một loại tàu lượn quân sự chở lính của Liên Xô trong Chiến tranh thế giới II.

## Quốc gia sử dụng
Liên Xô
- Không quân Xô viết

## Tính năng kỹ chiến thuật

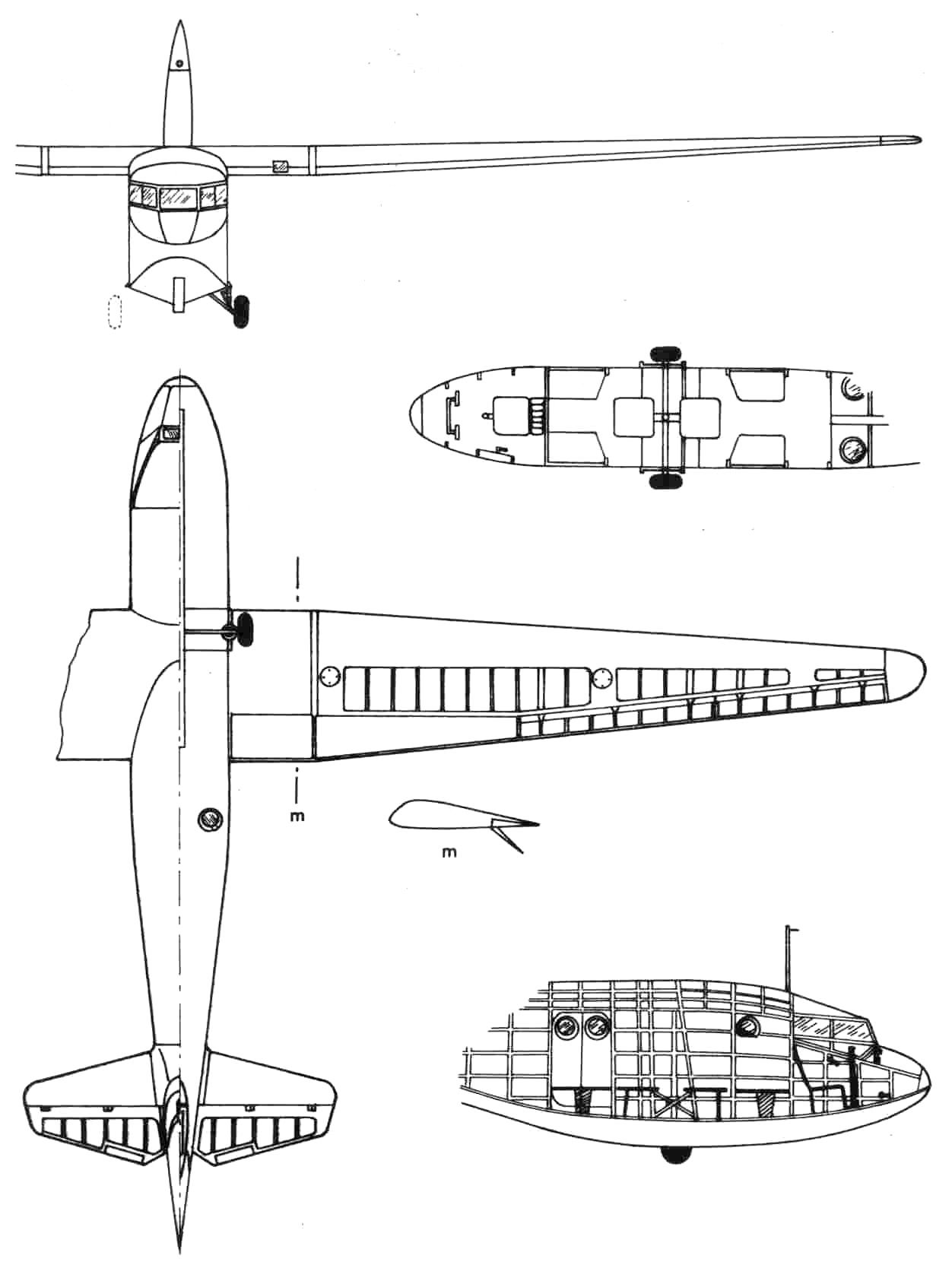
Antonov A-7

Đặc tính tổng quan
- Kíp lái: 1
- Sức chứa: 6 lính
- Chiều dài: 10,54 m (34 ft 7 in)
- Sải cánh: 18 m (59 ft 1 in)
- Chiều cao: 1,53 m (5 ft 0 in)
- Diện tích cánh: 23,2 m2 (250 foot vuông)
- Trọng lượng rỗng: 955 kg (2.105 lb)
- Trọng lượng có tải: 1.760 kg (3.880 lb)
- Trọng lượng cất cánh tối đa: 1.875 kg (4.134 lb)

Hiệu suất bay
- Vận tốc cực đại: 300 km/h (186 mph; 162 kn)
- Tốc độ không vượt quá: 400 km/h (249 mph; 216 kn)
- Hệ số trượt: 18:1 (một số nguồn nói 22,5:1)